# Stadtbus Leutkirch

Logo des Betreibers „Hutter Reisen“ vom Stadtbus Leutkirch

Der Stadtbus Leutkirch ist ein ÖPNV-System in der Großen Kreisstadt Leutkirch im Allgäu (Landkreis Ravensburg in Baden-Württemberg), das 1986 eingeführt wurde.
Das Leutkircher Stadtbus-System besteht im Wesentlichen aus einer etwa 20 Kilometer langen Ringlinie, die jedoch die Form einer Acht aufweist. Diese erschließt das gesamte Leutkircher Stadtgebiet mittels zweier Schleifenfahrten. Dadurch werden die peripher gelegenen Wohn- und Industriegebiete – darunter die Nibelsiedlung, die Siedlung Pfingstweide und die Repsweihersiedlung – mit der Kernstadt und dem Bahnhof Leutkirch verbunden. Nicht integriert sind hingegen die ländlich geprägten Stadtteile, die in den 1970er Jahren eingemeindet wurden. Der Stadtbus Leutkirch trägt zusätzlich die Linienbezeichnung 133, die beiden Rundkurse der Ringlinie werden außerdem noch nach der jeweiligen Fahrtrichtung unterschieden:
| Rundkurs 1 | entgegen dem Uhrzeigersinn |
| Rundkurs 2 | im Uhrzeigersinn           |

Zum 1. Januar 2004 wurde der Stadtbus Leutkirch in den damals neu geschaffenen Bodensee-Oberschwaben Verkehrsverbund (bodo) integriert (d. h. bodo-Fahrkarten werden seitdem anerkannt). Verantwortlich für den Stadtbus Leutkirch ist das seit 1926 bestehende Busunternehmen Hutter Reisen GmbH (Sudetenstr. 19, 88299 Leutkirch), das den Stadtbusverkehr im Auftrag der Stadt Leutkirch durchführt und gleichzeitig auch die Konzession für die Linie 133 besitzt. Dies ist die einzige Linienkonzession der Hutter Reisen GmbH, ansonsten fährt die Firma im Linienverkehr nur im Auftrag der DB ZugBus Regionalverkehr Alb-Bodensee (z. B. auf der RAB-Linie 7551 nach Isny im Allgäu).